# (400334) 2007 UB34
(400334) 2007 UB34 es un asteroide perteneciente al cinturón de asteroides descubierto el 16 de octubre de 2007 por el equipo del Catalina Sky Survey desde el Catalina Sky Survey, Arizona, Estados Unidos.

## Designación y nombre
Designado provisionalmente como 2007 UB34.

## Características orbitales
2007 UB34 está situado a una distancia media del Sol de 2,563 ua, pudiendo alejarse hasta 2,968 ua y acercarse hasta 2,158 ua. Su excentricidad es 0,158 y la inclinación orbital 9,620 grados. Emplea 1499,31 días en completar una órbita alrededor del Sol.

## Características físicas
La magnitud absoluta de 2007 UB34 es 17,4. 